# Bačne
Bačne – wieś w Słowenii, w gminie Gorenja vas-Poljane. W 2018 roku liczyła 22 mieszkańców.